# Sphodromantis aurea
Sphodromantis aurea é uma espécie de louva-a-deus da família dos Mantidae, sendo encontrados na Libéria e em Gana.